# Městské opevnění (Cheb)
Městské opevnění v Chebu je částečně zachovalý historický opevňovací systém. Opevnění města Cheb vznikalo postupně a částečně se v něm tak objevují románský, gotický a barokní sloh. Většina je právě barokní, vznikla v 17. století, kdy byl Cheb zařazen mezi pohraniční pevnosti a hrad se proměnil v citadelu. V 19. století byla v souladu se všeobecným trendem zahájena demolice hradeb.
V roce 1970 byly pozůstatky opevnění (zejména tzv. Mlýnská věž, Písečná brána, Čertova věž a různé zbytky hradebních a parkánových zdí) zapsány do státního seznamu kulturních památek.

## Výstavba opevnění
Opevnění města Cheb vznikalo postupně již dlouho. Výstavba moderního barokního městského opevnění byla zahájena v roce 1655. Výstavba neměla podporu u všech obyvatel, neboť někteří přišli o své nově zbudované nemovitosti na předměstích. Navíc se město proměnilo z proslulého lázeňského střediska a obchodního centra na pevnost, což se negativně projevilo na jeho ekonomice.